# Ricos y famosos
Ricos y famosos è una telenovela argentina trasmessa dal 1997 al 1998 su Canal 9. La sigla è stata cantata da Víctor Heredia.
È stata trasmessa anche in Russia, Lituania, Polonia, Ungheria e Grecia. In Turchia fu trasmesso nell'anno 2002 col titolo di Aşk Meleği invece in Russia nel 1998. Racconta la storia di Diego (Diego Ramos) e di Valeria (Natalia Oreiro), due innamorati.
Nel 1997 riceve una candidatura nella categoria "miglior telenovela" al Premio Martín Fierro.